# Nutreco
Die niederländische Nutreco zählt zu den weltweit wichtigsten Produzenten von Tierfutter und Fischfutter. Das Unternehmen ist im Besitz der SHV Holdings und beschäftigt rund 11.000 Mitarbeiter in mehr als 30 Ländern. Vertrieben werden die Produkte in rund 80 Ländern. Neben 120 Produktionsstätten betreibt Nutreco 8 Forschungslabore.
Die Aktien wurden von 1997 bis 2015 an der Euronext-Börse in Amsterdam gehandelt.

## Geschäftsfelder
Das Unternehmen produziert ein breites Spektrum an Futtermitteln. Vor allem richtet sich Nutreco auf die Ernährung von Geflügel, Schweinen, Rindvieh sowie der Fütterung von Fischen in Aquakulturen.
- Ergänzungsfuttermittel und Spezialfuttermittel: Mischungen um verschiedene Ziele wie Spurennährstoffversorgung mit Vitaminen und Mineralstoffen sicherzustellen. Zudem Futtermittel, welche die Verdaulichkeit positiv beeinflussen.
- Fischfutter: Diese Futtermittel bestehen vor allem aus Eiweißen, Ölen, Fetten, Getreide und Vitaminen. Der Absatz erfolgt ausschließlich an gewerbliche Fischzuchtunternehmen.
- Alleinfuttermittel: Mischfuttermittel, die den gesamten Nährstoffbedarf einer Tierart abzudecken. Vor allem Geflügelfutter fällt hierunter.
- Fleischvermarktung und Zuchtunternehmen: In Spanien vermarktet Nutreco Geflügel- und Schweinefleisch. In Kanada betreibt das Unternehmen Geflügelbetriebe sowie Produktionsbetriebe, die Brütereien zuarbeiten.

## Unternehmen und -Marken
Das Unternehmen gehört gemessen am Umsatz zu den Top 3 der Tiernahrungshersteller weltweit.
- Trouw Nutrition (Futterzusätze und Spezialfutter) ist die Nummer 2 weltweit in Vormischungsfuttermitteln. Trouw Nutrition besitzt Produktionsstätten in folgenden Ländern: Niederlande, Vereinigtes Königreich, USA, Italien, Deutschland, Spanien, China, Mexiko und Brasilien.
- Skretting ist der weltweit größte Produzent von Lachsfutter und hat eine führende Position in anderen Fischfuttern besetzt. Die wichtigsten Märkte für Skretting sind Norwegen, Chile, Schottland, Kanada und Australien.
- Hendrix UTD (Mischfuttermittel) agiert in den Niederlanden, Belgien und Deutschland.
- Nanta (Mischfuttermittel) ist auf den Märkten in Spanien und Portugal aktiv.
- Sada (Fleisch) hat seinen Sitz in Spanien.
- Shur-Gain und Landmark Feeds sind auf den Märkten in Kanada und den USA aktiv.
- Selko R Feed Additives entwickelt, produziert und verkauft weltweit Futterergänzer.

## Geschichte
Nutreco hat sich aus verschiedenen Familienbetrieben entwickelt und kann insofern auf eine mehr als 100-jährige Geschichte zurückblicken.
- 2014: Die niederländische Beteiligungsgesellschaft SHV Holdings bietet für die Übernahme von Nutreco 2,7 Mrd. Euro,[4] auch der US-amerikanische Agrarkonzern Cargill signalisiert Interesse an einer Übernahme.[5] Nutreco übernimmt die brasilianischen Futterhersteller Fatec (Umsatz umgerechnet rund 50 Mio. Euro) und BRNova (Umsatz rund 25 Mio. Euro).[6]
- 2011: Hendrix und PAVO werden an For Farmers verkauft.
- 2010: Nutreco übernimmt Tomboy Aquafeed JSC aus Vietnam.
- 2009: Nutreco übernimmt die Mischfutteraktivitäten von Cargill in Spanien und Portugal. Nutreco übernimmt 51 % des brasilianischen Tier- und Fischfutterproduzenten Fri-Ribe.
- 2008: Nutreco übernimmt die Fischfutterproduktion der japanischen Marine Net Co. Ltd. Nutreco übernimmt den Fischfutterhersteller Nelson and Sons, Inc. (USA). Nutreco schließt die Übernahme des spanischen Tierfutterproduzenten Copaga ab. Nutreco integriert den Spezialfutterhersteller Biofaktory, der in Tschechien und der Slowakei aktiv ist.
- 2007: Euribrid wird verkauft. Nutreco verdoppelt seine Premixaktivitäten durch die Übernahme von BASF-Betrieben in acht verschiedenen Ländern.
- 2006: Nutreco's Anteil an Marine Harvest wird verkauft.
- 1999: Ankauf des Kükenfabrikanten W. van Erp Holding BV.
- Übernahme von UTD durch Nutreco's Tochterfirma Hendrix.
- Hendrix und UTD fusionieren. Neuer Name wird Hendrix UTD.
- 1997: Nutreco geht an die Amsterdamer Börse.
- 1994: Nutreco wird nach einem Management-Buy-out gegründet, der neue Sitz wird Boxmeer.